# Austrocercella forcipula
Austrocercella forcipula är en bäcksländeart som beskrevs av Günther Theischinger 1984. Austrocercella forcipula ingår i släktet Austrocercella och familjen Notonemouridae. Inga underarter finns listade i Catalogue of Life.